# Fiskdammen, Södermanland
Fiskdammen är en sjö i Nyköpings kommun i Södermanland och ingår i Nyköpingsåns huvudavrinningsområde. Sjön har en area på 0,194 kvadratkilometer och ligger 25,6 meter över havet. Sjön avvattnas av vattendraget Utnorsån.

## Delavrinningsområde
Fiskdammen ingår i det delavrinningsområde (653880-156643) som SMHI kallar för Inloppet i Ekebysjön. Medelhöjden är 44 meter över havet och ytan är 13,85 kvadratkilometer. Det finns inga avrinningsområden uppströms utan avrinningsområdet är högsta punkten. Utnorsån som avvattnar avrinningsområdet har biflödesordning 3, vilket innebär att vattnet flödar genom totalt 3 vattendrag innan det når havet efter 72 kilometer. Avrinningsområdet består mestadels av skog (69 procent) och jordbruk (13 procent). Avrinningsområdet har 0,64 kvadratkilometer vattenytor vilket ger det en sjöprocent på 4,6 procent.